# Малое Наумково
Малое Наумково — деревня в Спировском районе Тверской области.

## География
Находится в центральной части Тверской области на расстоянии приблизительно 11 км по прямой на северо-восток от районного центра поселка Спирово недалеко от деревни Городок.

## История
Деревня была отмечена как Наумкова ещё на карте 1825 года. В 1859 году здесь (сельцо Вышневолоцкого уезда) было учтено 8 дворов. До 2021 года входила в состав Пеньковского сельского поселения Спировского района до его упразднения. В 2025 году была переименована в Малое Наумково в соответствии с постановлением Правительства России

## Население
Численность населения: 97 человек (1859 год), 13 (русские 92 %) в 2002 году, 7 в 2010.